# Michael Silas
Michael Silas (Germania, 23 luglio 1983) è un ballerino statunitense.
Dal 2008, è stato assoldato come ballerino della cantautrice pop Lady Gaga, incarico al quale ha rinunciato a luglio 2011.

## Biografia
Michael nasce in Germania il 23 luglio 1983 da un militare americano e da una donna tedesca. A 9 anni si trasferisce con la famiglia a Houston, in Texas, e qui si appassiona alla danza e studia presso il Houston Metropolitan Dance Center. Ha frequentato altre scuole di ballo, Alvin Ailey, Broadway Dance Center, Millennium Dance Complex e la Debbie Reynolds Dance Academy. Si specializza in jazz, balletto, salsa, hip-hop e danza moderna. Nel 2008 fa breccia in televisione competendo nel reality Step It Up and Dance prodotto dall'emittente Bravo.
Il passato dell'artista è spuntato ai riflettori per via della sua volontà di farsi conoscere nell'industria del porno: Michael ha infatti cercato di sfondare nello showbiz stringendo un accordo con il sito pornografico LatinBoyz con il quale si era impegnato a investire il suo corpo per scatti erotici e conturbanti che hanno fatto il giro della rete.
Nell'autunno 2008, è stato ingaggiato come uno dei quattro nuovi ballerini della troupe della cantante Lady Gaga che sostituissero le prime due ballerine che erano state al fianco della cantante prima di ottobre, per decisione della coreografa Laurieann Gibson, una delle quali lesa in un incidente sul palcoscenico. Da allora è stato sulla scia dell'artista per anni, prestandosi ai suoi spettacoli, ai suoi video e seguendola in lungo e in largo nei suoi concerti. Dal luglio 2011 ha rinunciato a seguire l'entourage della cantante per mettere su una professione in proprio.